# Борисов, Виктор Алексеевич
Ви́ктор Алексе́евич Бори́сов (26 мая 1953 — 20 октября 2014, Москва, Россия) — советский и российский актёр театра и кино. Заслуженный артист Российской Федерации.

## Биография
Виктор Борисов родился 26 мая 1953 года в Москве. Учился в московской школе № 776. В 1980 году окончил актёрский факультет ГИТИСа, курс В. А. Андреева.
С 1989 по 2014 год был актёром Театра на Юго-Западе.
Скончался утром 20 октября 2014 года в Москве после продолжительной болезни. Похоронен на Люблинском кладбище.

## Семья
- Дочь — Анастасия Борисова, актриса Театра Луны.

## Награды
- Заслуженный артист Российской Федерации (1997).

## Фильмография
1. 1979 — Ватага «Семь ветров»
2. 1980 — Белый ворон
3. 1981 — Через Гоби и Хинган — раненый пограничник
4. 1981 — Чёрный треугольник
5. 1982 — Детский мир
6. 1986 — Посторонним вход разрешён
7. 1988 — Убить дракона — эпизод
8. 1989 — СЭР
9. 1990 — Дина
10. 1990 — Супермент — милиционер
11. 2000 — Редакция
12. 2001 — Игры в подкидного
13. 2003 — Русские амазонки 2
14. 2005 — Мужской сезон: Бархатная революция — милиционер
15. 2005 — Охота на изюбря
16. 2007 — Завещание Ленина — главврач в доме престарелых
17. 2007 — Исчезновение
18. 2008 — Папины дочки — врач
19. 2008 — Автобус — Ерофей Михайлович
20. 2008 — Частник — Фёдорыч
21. 2009 — Однажды будет любовь — врач районной клиники
22. 2010 — Анжелика — дед-таксист
23. 2010 — Глухарь 3 (36-я серия «Сирены») — лесничий
24. 2010 — Дворик — Малышев
25. 2010 — Дом образцового содержания — эпизод
26. 2010 — Женские мечты о дальних странах — Юрий Матвеевич, глава администрации района
27. 2011 — Дело гастронома № 1 — секретарь горкома
28. 2011 — Дневник доктора Зайцевой — Саныч
29. 2011 — Загадка для Веры — музыкальный редактор
30. 2011 — Казнокрады (фильм 5-й «Операция „Океан“») — Владимир Ишков
31. 2011 — Новости — Александр Ильич Ладыженский, народный артист
32. 2012 — Детка — дядька 2
33. 2012 — Карпов — дядя Егор, угонщик
34. 2012—2013 — Анечка — Крупенников
35. 2013 — Торговый центр — эпизод
36. 2013 — Братья по обмену — Пётр Иванович Токмаков, начальник отдела снабжения компании «Вектор»